# ابررسانه
در فرهنگ ارتباطات، ابررسانه (به انگلیسی: Hypermedia) اصطلاحی است کلی و فراگیر برای توصیف میزان تعاملی‌بودن یک رسانه. ابررسانه‌بودن وجه تمایز رسانه‌های تعاملی و مدرن از رسانه‌های سنتی نوشتاری (روزنامه ،مجله و ...) است. ابررسانه‌ها در واقع آمیزه‌ای از تصویر، صدا، و نوشتار هستند، و از ابزارهای ذخیرهٔ الکترونیکی محتوا و همچنین از امکان بازیافت آنها برخوردارند.
یک نظام ابررسانه‌ای در ساده‌ترین شکل خود می‌تواند دارای دو گره حاوی اطلاعات باشد که از طریق پیوند واحدی به یکدیگر متصل می‌شوند 
مانند یک عکس و متنی توصیفی دربارهٔ آن. در درون متن، کلید واژه‌ای می‌تواند تعبیه شود تا ارتباط متن را با عکس برقرار کند. پس از انتخاب کلید واژه می‌توان از طریق پیوند از پیش تعریف‌شده عکس را بازیابی و مشاهده کرد.
رسانه ترکیبی، فوق‌رسانه اجتماع تصویر، صوت،ویدیو یا هر ترکیب دیگری از ابزارهای ذخیره‌سازی و بازیابی اطلاعات فوق‌رسانه به منظور  فراهم ساختن یک محیط کاری و آموزشی که در آن کاربر بتواند به جای یافتن ترتیبی عناوین (مانند لیست الفبایی) مستقیماَ بین آنها ارتباط و پیوند برقرار نماید، طراحی می‌شود.
 عناوین فوق رسانه به نحوی به هم ارتباط داده می‌شوند که کاربر بتواند درجستجوی اطلاعات ،از یک موضوع به موضوع مربوط دیگر برود.
اگر اطلاعات به شکل متن باشند، محصول فوق متن است، 
و اگر فیلم، موزیک، تصویر متحرک یاعناصر دیگری نیز در آن جای بگیرند، ابر رسانه نامیده می‌شوند.

## تاریخچه
نظام ابررسانه‌ای نیز نظیر اغلب مفاهیم و فناوری‌ها، به یکباره در صحنه علوم رایانه ظاهر نشده است. از دهه ۱۹۶۰، تلاش‌های بسیاری برای توصیف و استفاده از ابرمتن صورت گرفت.
 آنچه نظام‌های ابررسانه‌ای در انتظار آن بودند ، استفاده از قدرت پردازش بالای رایانه برای ترکیب و ارائه صوت، تصویر، و متن بود  که در سال‌های اخیر به سرعت رشد و گسترش یافته است.
در ۱۹۳۶، اچ.جی. ولز نویسنده داستان‌های تخیلی-علمی در سخنرانی خود با عنوان «دایرةالمعارف جهانی» به ناتوانی بشر در رویارویی منطقی با انبوهی از اطلاعات و در نتیجه عدم دسترسی به آثار مورد نیاز اشاره کرد. وی برای رفع این مشکل، تصویری از دایره‌المعارفی جهانی که دائماً روزآمد می‌شود و به راحتی می‌تواند در هر جا در دسترس قرار گیرد، ارائه نمود. ولز تنها به ضرورت مطلق این موضوع پرداخت و خود را درگیر جزئیات فنی چگونگی انجام آن نکرد.

## پیوندهای وابسته
- ابرمتن
- ادبیات دیجیتالی